# Río Babahoyo
Río Babahoyo är ett vattendrag i Ecuador. Det ligger i den sydvästra delen av landet, 260 km sydväst om huvudstaden Quito.